# Вицин
Вицин (њем. Witzin) општина је у њемачкој савезној држави Мекленбург-Западна Померанија. Једно је од 76 општинских средишта округа Пархим. Према процјени из 2010. у општини је живјело 492 становника. Посједује регионалну шифру (AGS) 13060088.

## Географски и демографски подаци
Вицин се налази у савезној држави Мекленбург-Западна Померанија у округу Пархим. Општина се налази на надморској висини од 30 метара. Површина општине износи 18,8 km². У самом мјесту је, према процјени из 2010. године, живјело 492 становника. Просјечна густина становништва износи 26 становника/km².